# Dejan Popović (pravnik)
Dejan Popović (srbsko Дејан Поповић), srbski pravnik, ekonomist, politik in diplomat, * 5. julij 1950, Beograd.
Predaval je javne finance in finančno pravo.
Popović je bil med leti 2001 in 2004 nestrankarski namestnik ministra za finance v srbski vladi, nato pa med 2004 in 2006 rektor Univerze v Beogradu. Leta 2008 je bil imenovan za veleposlanika Srbije v Združenem kraljestvu.